# Dumbland
Pour plus de détails, voir Fiche technique et Distribution.
DumbLand est une série de huit courts métrages animés réalisés en 2002 par le cinéaste américain David Lynch et parue en DVD en 2005.
Le titre de la série renvoie aux termes anglais dumb (stupide ou muet) et land (pays), et peut dans le contexte être traduit par « le pays des idiots » ou « le pays de l'idiot ».

## Description
Cette série d'animation décrit le quotidien d'un personnage vulgaire et agressif, et de son entourage (voisinage, famille).

## Définition selon David Lynch
« Dumbland est une série grossière, idiote, violente et absurde. Si elle est drôle, c'est parce que nous voyons bien l'absurdité de tout cela. » (« Dumbland is a crude, stupid, violent, absurd series. If it is funny, it is funny because we see the absurdity of it all »).

## Titres des huit courts métrages
1. The Neighbour
2. The Treadmill
3. The Doctor
4. A Friend Visits
5. Get the Stick!
6. My Teeth are Bleeding
7. Uncle Bob
8. Ants